# Mordellistena umbra
Mordellistena umbra es una especie de coleóptero de la familia Mordellidae.

## Distribución geográfica
Habita en Italia.